# Amphidelus elegans
Amphidelus elegans är en rundmaskart som först beskrevs av De Man 1921.  Amphidelus elegans ingår i släktet Amphidelus och familjen Alaimidae. Inga underarter finns listade i Catalogue of Life.